# Guanting (köpinghuvudort i Kina, Qinghai)
Guanting är en köpinghuvudort i Kina. Den ligger i provinsen Qinghai, i den nordvästra delen av landet, omkring 130 kilometer sydost om provinshuvudstaden Xining. Antalet invånare är 15 778.  Närmaste större samhälle är Dahejia, 5,9 km sydväst om Guanting.
Söder om Guanting vid Gula floden ligger den arkeologiska lokalen Lajia från Qijiakulturen.